# Jon Hiseman

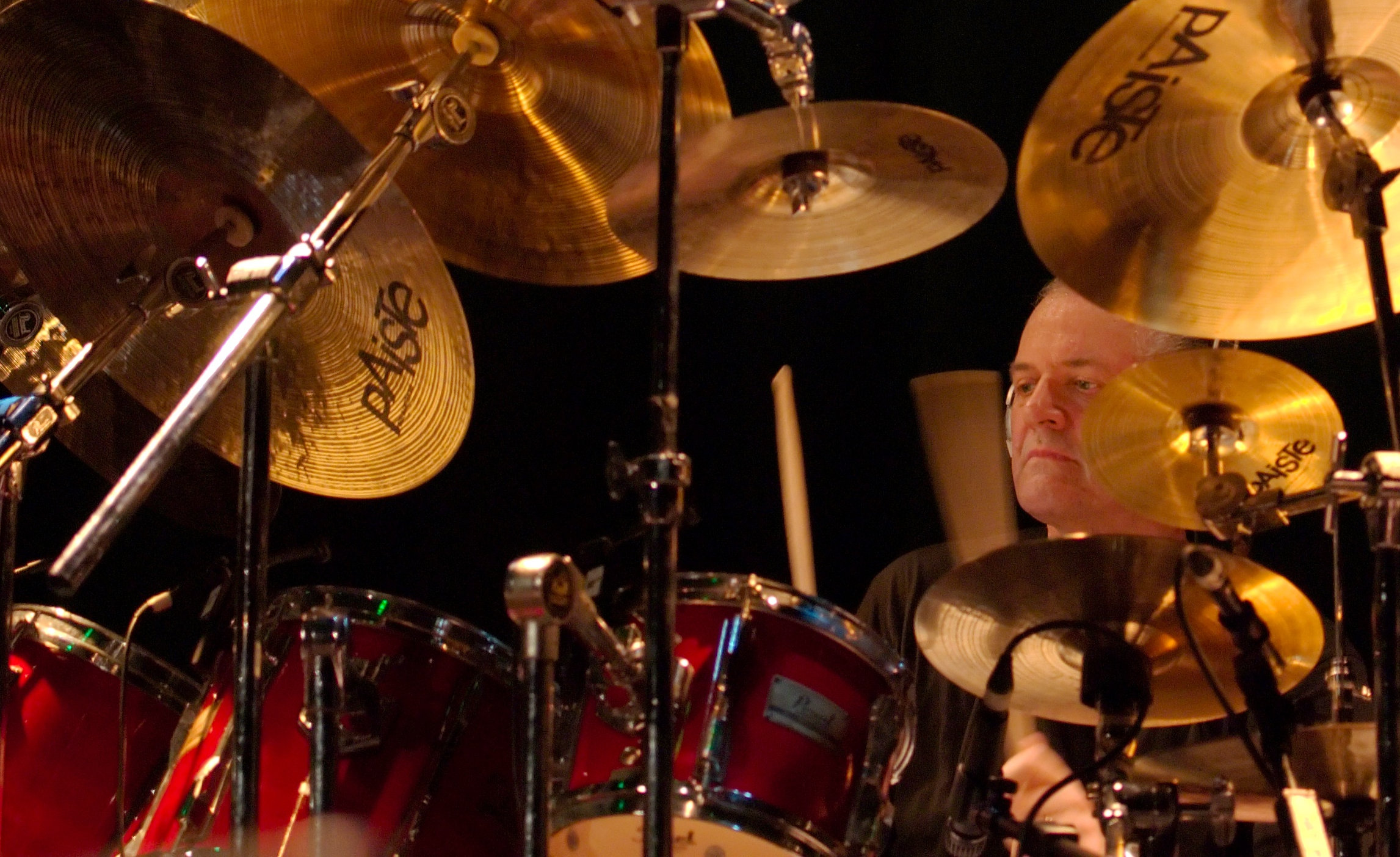
Drummende Hiseman op 25 april 2007

Philip John (Jon) Hiseman (Woolwich (Londen), 21 juni 1944 – Sutton (Londen), 12 juni 2018) was een Britse drummer.

## Levensloop
Hiseman werd geboren tijdens een bombardement op Londen tijdens de Tweede Wereldoorlog. Vader werkte bij de brandweer en had zijn handen vol, moeder en kind zaten in een schuilkelder. Diverse familieleden werken dan binnen de theaterwereld: de een is danser (variété), de ander pianist. Stimulator van zijn muzikale loopbaan is zijn moeder, die houdt van klassieke muziek. Zij krijgt hem zover om piano- en danslessen te volgen aan het Royal College of Music. Om hem wat financiële middelen te verschaffen liep Hiseman een krantenwijk voor het blad Melody Maker, dat hij zodoende kan lezen. In diezelfde periode begint hij met stokjes te slaan op alles wat daarvoor kan dienen. 
Stappen richting de muziekwereld zet hij via The New Jazz Orchestra en de single Devil’s grip van Arthur Brown. Daarna rijgt hij de ene band aan de andere. Zo speelde hij bij de Graham Bond Organisation, waar hij Ginger Baker verving, evenals bij John Mayall & the Bluesbreakers, een grote stap voorwaarts. Met die laatste band speelde hij op het album Bare wires (1968). Het is van korte duur, want Hiseman stapt over naar de band Colosseum, waar hij samen met gitarist Gary Moore gaat spelen. Wanneer Colosseum al snel uit elkaar valt, vormt hij met Allan Holdsworth, Paul Williams en Mark Clarke (die laatste al uit Colosseum) de band Tempest. Nadat Holdsworth even gezelschap kreeg van Ollie Halsall en daarna opstapte, hield ook deze band ermee op. Er volgde direct daarna een tweede versie van Colosseum, ook wel Colosseum II, opnieuw met Moore maar ook met Don Airey. Ook die samenwerking duurt niet lang. Dave Greenslade uit de eerste versie van Colosseum vroeg hem mee voor zijn promotietournee van Cactus choir, zijn eerste studioalbum.
In 1978 ontstond wat platen betreft een lange samenwerking met zijn vrouw, saxofoniste Barbara Thompson, met wie hij in 1967 getrouwd is. Hij maakte een omslag van rock naar meer jazzgerichte muziek. Andrew Lloyd Webber schakelde hem in voor zijn Variations-project, waarbij ook zijn jongere broer Julian Lloyd Webber betrokken is. Er volgde een tien jaar durende samenwerking voor opnamen, televisieprogramma’s en musicals. Inmiddels bouwde hij in zijn woning een geluidsstudio waarin het echtpaar (en anderen) muziek opnemen voor film en televisie. Samen met zijn vrouw legde hij de basis voor het United Jazz and Rock Ensemble (UJRE).
De jaren '90 zagen een terugkeer van Colosseum, dat dan weer wel en dan weer niet bestaat. Zijn vrouw viel regelmatig in voor de saxofonist Dick Heckstall-Smith, die ze in 2014 zou vervangen. Op 28 februari 2015 viel het doek definitief voor Colosseum. Ondertussen werkten Martyn Hansen en Colosseummanager Colin Richardson aan een biografie, die in 2010 werd uitgegeven onder de titel Playing the music - The musical life of Jon Hiseman. In 2017 startte hij een nieuwe versie van Colosseum op. De band kreeg echter de naam JCM, wat staat voor Jon Hiseman, Clem Clempson en opnieuw Mark Clarke. In datzelfde jaar nam de band het album Heroes op, dat in april 2018 werd uitgegeven. Rond de releasedatum startte een promotietournee. 
In mei 2018 deelde zijn familie echter mee dat bij Hiseman een hersentumor was geconstateerd. Hiseman liet zich opereren, maar tijdens het traject kreeg hij een hersenbloeding, die hem op 12 juni 2018 fataal werd.
De site Discogs vermeldde op 14 november 2021 dat hij op 413 albums onder de rubriek “credits” wordt vermeld en op 198 albums daadwerkelijk meespeelde.